# 七林旺丹
七林旺丹（1935年8月—2016年4月7日），藏族，云南中甸（后改为香格里拉县）人，为中华人民共和国政治人物。

## 生平
七林旺丹出生在新联大队一个穷苦农奴的家里。五岁就跟着阿妈讨饭。七岁就被奴隶主强拉去当养身奴隶。1950年，解放军攻占中甸。当时的县工委、县政府为了开展七林旺丹家乡东旺藏区的工作，在丁春村民小组设立了东旺办事处。丁春附近有五个高山藏族村寨，统称“侧庸”，任命了当地爱国民族上层人士桑查阿坚为办事处主任。七林旺丹家里还没有土地，迫于生计，他来到桑查阿坚家里当帮工，干些农活和家务，同时，负责为办事处送信件并向藏族群众宣传共产党的政策。
1952年初，在当地拥有相当武装势力的汪学鼎带着人马，从小中甸撤回至其老家新联。1952年5月28日，中国人民解放军四十二师一二六团三营来到了东旺。七林旺丹负责传送解放军及办事处和汪学鼎双方来往的信件，并成功说服汪学鼎下山投降。1952年12月，起为云南省中甸县东旺区办事处通信员。
1957年4月，一些农奴主再次叛乱，率领一千余人包围侧庸办事处。县长孙致和率领人马阻击数日后，派七林旺丹和扎诗翁博突围送信，但在纳雅雪山上，扎诗翁博拿到七林旺丹枪后，向七林旺丹的膀子和肚子连开两枪，但七林旺丹仍然用手榴弹砸晕扎诗翁博，继续爬山顶。终熬到牧羊女，联系到援军救援。其不顾自身安危的勇敢行为也被人誉为“雪山雄鹰”。不久他出席民兵先进代表会，1960年4月20日，出席全国民兵先进代表会，当选主席团成员。中央军委代表毛泽东奖励其一支半自动步枪和100发子弹。
1959年2月，在中甸县东旺区办事处务农。1959年3月，加入中国共产党。1961年9月，为云南民族学院学员。1962年1月，任中甸县东旺公社武装部部长，新联大队党支部书记。1968年4月至1973年10月，任云南省革委会委员、中甸县东旺公社革命委员会主任。1971年6月，任中共云南省委常委兼中甸县委书记，中共云南省丽江地委第一书记。1973年8月，任中共云南省委副书记兼云南省迪庆藏族自治州委第一书记。1978年1月，被免去中共云南省委副书记、省委常委职务。1980年2月，任云南省民委副主任。1985年2月至1996年2月，任迪庆藏族自治州政协副主席。
他还担任中共第九届、十届、十一届中央候补委员。2016年4月7日，在昆明云大医院逝世，享年82岁。